# الفروسية في دورة الألعاب الآسيوية 2018
الفروسية في الألعاب الآسيوية 2018 أقيمت في جاكرتا، إندونيسيا, من 20 إلى 30 أغسطس 2018.
وقد تضمنت ثلاث تخصصات فروسية وهي: ترويض الخيول، ومحاكمة الخيول وقفز الحواجز.

## الجدول
| ● | الجولة | ● | الجولة الأخيرة | Q | التأهل | F | النهائي |

| الحدث↓/التاريخ →     | 20th Mon | 21st Tue | 22nd Wed | 23rd Thu | 24th Fri | 25th Sat | 26th Sun | 27th Mon | 28th Tue | 28th Tue | 29th Wed | 30th Thu |
| ترويض فردي ‏          | Q        | Q        |          | F        |          |          |          |          |          |          |          |          |
| ترويض للفرق ‏         | F        |          |          |          |          |          |          |          |          |          |          |          |
| محاكمة الخيول فردي ‏  |          |          |          |          | ●        | ●        | ●        |          |          |          |          |          |
| محاكمة الخيول للفرق ‏ |          |          |          |          | ●        | ●        | ●        |          |          |          |          |          |
| قفز فردي ‏            |          |          |          |          |          |          |          | Q        | Q        | Q        |          | F        |
| قفز للفرق ‏           |          |          |          |          |          |          |          | Q        | Q        | F        |          |          |

## حائزو الميداليات
| الحدث               | الذهبية                                                                     | الفضية                                                                      | البرونزية                                                                                                   |
| ------------------- | --------------------------------------------------------------------------- | --------------------------------------------------------------------------- | --- |
| ترويض فردي          | Jacqueline Siu · هونغ كونغ                                                  | Qabil Ambak · ماليزيا                                                       | Kim Hyeok · كوريا الجنوبية                                                                                  |
| ترويض للفرق         | اليابان · ماساناو تاكاهاشي · Shunsuke Terui · Kazuki Sado · Akane Kuroki    | كوريا الجنوبية · Kim Chun-pil · Nam Dong-heon · Kim Kyun-sub · Kim Hyeok    | تايلاند · Arinadtha Chavatanont · Apisada Bannagijsophon · Chalermcharn Yotviriyapanit · Pakjira Thongpakdi |
| محاكمة الخيول فردي  | Yoshiaki Oiwa · اليابان                                                     | Fouaad Mirza · الهند                                                        | أليكس هوا ‏ · الصين                                                                                          |
| محاكمة الخيول للفرق | اليابان · Takayuki Yumira · Kenta Hiranaga · Ryuzo Kitajima · Yoshiaki Oiwa | الهند · Rakesh Kumar · Ashish Malik · Jitender Singh · Fouaad Mirza         | تايلاند · Fuangvich Aniruth-deva · Arinadtha Chavatanont · Preecha Khunjan · Korntawat Samran               |
| قفز فردي            | Ali Al-Khorafi · الكويت                                                     | Ali Al-Thani · قطر                                                          | رمزي الدهامي · السعودية                                                                                     |
| قفز للفرق           | السعودية · عبد الله الشربتلي · خالد العيد · Khaled Al-Mobty · رمزي الدهامي  | اليابان · Taizo Sugitani · Shota Ogomori · Toshiki Masui · دايسوكي فوكوشيما | قطر · Hamad Al-Attiyah · Salmen Al-Suwaidi · Ali Al-Thani · باسم حسن محمد ‏                                  |

## جدول الميداليات
*   البلد المضيف (مضيف)
| المرتبة | فريق                 | ذهبية | فضية | برونزية | المجموع |
| ------- | -------------------- | ----- | ---- | ------- | ------- |
| 1       | اليابان (JPN)        | 3     | 1    | 0       | 4       |
| 2       | السعودية (KSA)       | 1     | 0    | 1       | 2       |
| 3       | الكويت (KUW)         | 1     | 0    | 0       | 1       |
| 3       | هونغ كونغ (HKG)      | 1     | 0    | 0       | 1       |
| 5       | الهند (IND)          | 0     | 2    | 0       | 2       |
| 6       | قطر (QAT)            | 0     | 1    | 1       | 2       |
| 6       | كوريا الجنوبية (KOR) | 0     | 1    | 1       | 2       |
| 8       | ماليزيا (MAS)        | 0     | 1    | 0       | 1       |
| 9       | تايلاند (THA)        | 0     | 0    | 2       | 2       |
| 10      | الصين (CHN)          | 0     | 0    | 1       | 1       |
| المجموع | المجموع              | 6     | 6    | 6       | 18      |

## البلدان المتنافسة
شارك 122 رياضياً من 21 دولة في مسابقة الفروسية في دورة الألعاب الآسيوية 2018:
| - البحرين (4) - بروناي (1) - الصين (5) - تايبيه الصينية (8) - هونغ كونغ (8) - الهند (7) - إندونيسيا (12) - إيران (6) - اليابان (12) - الكويت (4) - قيرغيزستان (4) | - ماليزيا (3) - الفلبين (3) - قطر (7) - السعودية (4) - سنغافورة (2) - كوريا الجنوبية (11) - سوريا (2) - تايلاند (11) - الإمارات العربية المتحدة (4) - أوزبكستان (4) |

## وصلات خارجية
- Equestrian at the 2018 Asian Games
- Official Result Book – Equestrian

قالب:Events at the 2018 Asian Games
قالب:Asian Games Equestrian